# 塞泽里约
塞泽里约（法語：Ceyzérieu，法語發音：[sɛzeʁjø]）是法国东部安省的一个市镇，属于贝莱区。

## 地理
塞泽里约（45°50'6"N, 5°43'34"E）面积19.72 平方千米，位于法国奥弗涅-罗讷-阿尔卑斯大区安省，该省份为法国东部省份，北起汝拉省，西北接索恩-卢瓦尔省，西接罗讷省和里昂大都会，南至伊泽尔省，东与萨瓦省、上萨瓦省和瑞士接壤。
与塞泽里约接壤的市镇（或旧市镇、城区）包括：阿特马尔、屈济约、弗拉克雪、马里尼约、圣马丹德巴韦勒、塔利雪、翁涅、沙泽-邦、屈洛兹-贝翁。

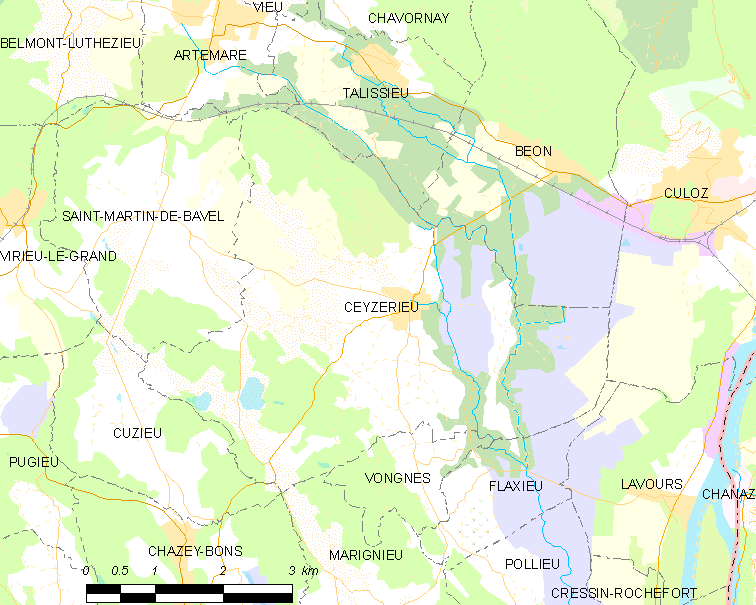
塞泽里约的OSM定位图

塞泽里约的时区为UTC+01:00、UTC+02:00（夏令时）。

## 行政
塞泽里约的邮政编码为01350，INSEE市镇编码为01073。

## 政治
塞泽里约所属的省级选区为贝莱县、canton of Virieu-le-Grand。

## 人口

1962-2008年间塞泽里约人口变化图示

塞泽里约于2022年1月1日时的人口数量为1028人。